# Duygu
Duygu ist ein türkischer weiblicher Vorname. Duygu bedeutet wortwörtlich übersetzt: „Gefühl“ bzw. „Emotion“.

## Namensträgerinnen
- Duygu Ankara (1950–1996), türkische Schauspielerin
- Duygu Arslan (* 1991), österreichische Schauspielerin
- Duygu Asena (1946–2006), türkische Journalistin, Schriftstellerin und Frauenrechtlerin
- Duygu Çetinkaya (* 1986), türkische Schauspielerin
- Duygu Fırat (* 1990), türkische Basketballspielerin
- Duygu Goenel (* 1994), deutsche Popsängerin
- Duygu Keser (* 1990), türkische Schauspielerin
- Duygu Yetiş (* 1985), türkische Schauspielerin